# 広島市立瀬野川中学校
広島市立瀬野川中学校（ひろしましりつせのがわちゅうがっこう）は、広島県広島市安芸区中野四丁目にある公立中学校。

## 沿革
- 1973年（昭和48年）3月20日 - 瀬野川町が広島市に編入されたことに伴い、海田町瀬野川町組合立海田中学校（海田町立海田中学校に改称）から分離。
- 1973年（昭和48年）4月1日 - 設立。
- 1989年（平成元年）4月1日 - 広島市立瀬野川東中学校を分離開校。

## 校区
- 広島市立中野小学校の校区 
  - 中野町（ただし、瀬野、中野東学区分を除く。）、中野一丁目、 中野二丁目（ただし、畑賀学区分を除く。）、中野三丁目、中野四丁目（ただし、中野東学区分を除く。）、 中野五丁目（32～36番）、中野東一丁目～中野東四丁目、中野東町（ただし、中野東学区分を除く。）
- 広島市立中野東小学校の校区  
  - 中野町、中野四丁目（1番、2番、46番1号、46番2号、46番37号～43号、47～57番）、中野五丁目（中野学区分を除く）、中野六丁目、 中野七丁目（瀬野学区分を除く）、中野東五丁目～ 中野東七丁目、中野東町
- 広島市立畑賀小学校の校区  
  - 中野二丁目（33番12号～21号、42～44番）、畑賀町、畑賀一丁目～畑賀三丁目

## アクセス
- JR山陽本線 中野東駅下車 徒歩約25分[3]
- 芸陽バス[4]「瀬野川中学校入口」バス停から北へ約600メートル
  - 40号線（41）：海田市駅入口・海田小学校前方面 - 瀬野川中学校入口 - 中野東七丁目・瀬野駅方面

## 進学前小学校
- 広島市立中野小学校
- 広島市立中野東小学校
- 広島市立畑賀小学校

## 著名な出身者
- 山岡泰輔（2011年卒）（プロ野球選手）